# Epinico
Epinico (latino: Epinicus; ... – 480) è stato un prefetto del pretorio dell'Impero romano d'Oriente, coinvolto nelle lotte di potere attorno all'imperatore Zenone.

## Biografia
Nativo della Frigia, era probabilmente un notaio privato che divenne amministratore dei possedimenti di Urbicio, tramite il quale conobbe Verina, imperatrice e moglie dell'imperatore Leone I. Fu grazie alla sua intercessione che Epinico fece rapidamente carriera a corte.
Ricoprì l'incarico di Comes rerum privatarum e poi, nel 474, quello di Comes sacrarum largitionum.
Prefetto del pretorio d'Oriente, nel 475 ricevette un editto dell'imperatore Zenone, contenuto nel Codice giustinianeo, riguardante il matrimonio di donne egiziane con i fratelli dei loro mariti morti. Aiutò il nuovo imperatore Basilisco, il fratello di Verina che aveva rovesciato Zenone, a ottenere denaro dalla Chiesa. Noto per la sua avarizia, divenne molto impopolare a causa delle tasse straordinarie che impose, e fu per questo rimosso dall'incarico. Raggiunse però il rango di patricius e quello di console onorario.
Evidentemente passò dalla parte di Zenone, dato che al ritorno di questi, nel 476, mantenne la propria influenza a corte.
Nel 478 assoldò un barbaro, un alano, per assassinare il generale isaurico Illo, avversario di Verina; il complotto fallì e Zenone lo mandò in esilio in Isauria; ma quando seppe che era stata Verina a organizzare il complotto, lo richiamò e si riconciliò con lui. È possibile che al momento del complotto Epinico ricoprisse la carica di Praefectus urbi di Costantinopoli.
Nel 480 fu coinvolto in un complotto contro Zenone, assieme al prefetto del pretorio d'Oriente Dionisio e al magister militum Traustila ma, scoperti, i congiurati furono messi a morte.